# Þórdís Hrönn Sigfúsdóttir
Þórdís Hrönn Sigfúsdóttir (* 19. November 1993) ist eine isländische Fußballspielerin, die seit 2025 für Víkingur Reykjavík spielt. 2019 wurde sie erstmals in der isländischen Fußballnationalmannschaft der Frauen eingesetzt.

## Karriere

### Im Verein
Þórdís Hrönn startete ihre Karriere beim Rekordmeister Breiðablik Kópavogur. Am 27. September 2009 spielte sie zwei Monate vor ihrem 16. Geburtstag erstmals in einem Erstligaspiel für Breiðablik, als sie in der 72. Minute eingewechselt wurde.  Es blieb ihr einziges Ligaspiel in der Saison, im Pokal wurde sie aber auch noch einmal eingesetzt. In der Saison 2010 hatte sie acht Einsätze in der Liga und zwei in der UEFA Women’s Champions League 2010/11. 2011 kam sie dann auf die maximal mögliche Anzahl von 18 Ligaspielen. In den folgenden Jahren nahmen die Einsätze dann etwas ab. Zur Saison 2014 wechselte sie in die zweite schwedische Liga zu Älta IF. Sie war dort Stammspielerin und trug mit insgesamt 22 Toren zum Klassenerhalt bei. Zur Saison 2016 kehrte sie zurück nach Island und spielte drei Jahre bei UMF Stjarnan, blieb aber 2017 ohne Einsatz. 2019 wechselte sie erneut nach Schweden, diesmal in die Damallsvenskan zu Kristianstads DFF. Nach nur fünf Spielen kehrte sie aber nach Island zurück und spielte für die Spielgemeinschaft Þór/KA. 2020 folgte ein Engagement bei KR Reykjavík. Am 1. August 2021 wechselte sie zum zyprischen Meister Apollon Limassol, mit dem sie an der Qualifikation zur UEFA Women’s Champions League 2021/22 teilnahm. Nach Erstrunden-Siegen gegen Dinamo-BGU Minsk (2:0 n. V.) und ZSKA Moskau (2:1) wurde in der zweiten Runde zweimal gegen Schytlobud-1 Charkiw (1:2 und 1:3) verloren und damit die erstmals ausgetragene Gruppenphase verpasst. Þórdís wurde in den vier Spielen eingesetzt.

### Für die Nationalmannschaft
Þórdís Hrönn durchlief ab 2009 die isländischen Juniorinnenmannschaften. Nach sechs Spielen mit der U-16, in denen sie zwei Tore erzielte, kam sie im September 2009 bei einem Turnier in ihrer Heimat der ersten Qualifikationsrunde zur U-17-Fußball-Europameisterschaft der Frauen 2010 zum Einsatz. Mit je einem Sieg, zudem sie zwei Tore beisteuerte, einem Remis und einer Niederlage konnten sie den Heimvorteil nicht nutzen und verpassten als Dritte die zweite Runde.
Im März 2010 spielte sie dann erstmals mit der U-19. Beim Qualifikationsturnier der zweiten Qualifikationsrunde zur U-19-Fußball-Europameisterschaft der Frauen 2010 konnten sie beim Turnier in Russland zwar gegen den späteren Gruppensieger Spanien das erste Spiel gewinnen, verloren dann aber gegen die Gastgeberinnen und Tschechien zweimal knapp. Im September wurde sie zweimal in der ersten Qualifikationsrunde zur U-19-Fußball-Europameisterschaft der Frauen 2011 eingesetzt. Mit drei Siegen qualifizierten sich die Isländerinnen für die zweite Runde. Hier konnten sie Ende März/Anfang April 2011 nur das Spiel gegen die gastgebenden Waliserinnen gewinnen, so dass sie nur Gruppenletzte wurden. Beim nächsten Versuch hatten sie im September 2011 Heimrecht und erreichten mit drei Siegen die zweite Runde. Hier konnten sie Ende März/Anfang April 2012 nur gegen die Niederlande einen Punkt gewinnen und wurden erneut Gruppenletzte. Im August stand sie in einem Spiel der U-23 gegen Schottland in der Startelf, wurde aber in der 66. Minute ausgewechselt. Ein weiteres U-23-Spiel folgte im Januar 2015, aber diesmal nur für 60 Minuten.
Im April 2019 gehörte sie dann zum Kader der A-Nationalmannschaft, der in Südkorea zwei Freundschaftsspiele bestritt. Gegen die Südkoreanerinnen wurde sie im ersten Spiel in der dritten Minute der Nachspielzeit eingewechselt, im zweiten Spiel hatte sie einen vollen Einsatz über 90 Minuten. Danach wurde sie noch nicht wieder berücksichtigt.

## Erfolge
- Isländische Pokalsiegerin 2013 (mit Breiðablik Kópavogur) 2022, 2024 (mit Valur)
- Isländische Meisterin 2016 (mit UMF Stjarnan) 2022, 2023 (mit Valur)